# クライング フリーマン
『クライング フリーマン』（英名：Crying Freeman）は、原作：小池一夫、作画：池上遼一による日本の漫画（劇画）。『ビッグコミックスピリッツ』（小学館）にて1986年4月14日号から1988年5月5日号まで連載された。巨大マフィアに属する暗殺者「クライング・フリーマン」の戦いを描く。小池書院の発表によれば、2011年ごろまでに全世界で単行本累計1000万部を記録している。

## 概要
『傷追い人』に続いて連載された小池・池上による劇画。本作の主人公はマッチョな男性ではなく、人を殺す度に涙を流すナイーブな殺し屋、クライング・フリーマン。チャイニーズ・マフィア「百八竜(ハンドレッド・エイト・ドラゴン)」の長となったクライング・フリーマンが組織と妻を守るため襲い来る敵を撃退していく、エロス満載のアクション活劇である。
作画の池上は原作の小池から「涙を流す陶芸家の殺し屋」というコンセプトを聞き、マッチョな男より「いい男」を描きたいと思ったという。またこの当時、漫画業界全体で性的な表現が拡大していった時期であり、本作でも性的描写・性行為が多く見られ、公私無関係にすぐに全裸になり、平気でストリーキングをするという奇行的な行動が現れている。大西祥平『小池一夫伝説』によれば、本作は（日本の）漫画で堂々と陰毛・ヘアを描写した嚆矢たる作品であるという。
本作は本来、百八竜に拘束され殺人機械にされてしまった哀れな男の物語であったはずであるが、いつしかストーリーは主人公がただ組織と妻を守るため、襲いかかる強敵を倒していく勧善懲悪ヒーローの物語になってしまう。これは、適当に名付けたはずの百八竜という青幇が香港に実在していたことによる。物語が中盤の頃、小池は百八竜にホテルの一室に呼び出された。「なかなかおもしろい」と評され、高級時計をプレゼントされるなど、その対談は友好的雰囲気のうちに終わったが、さすがにそれでは以後、百八竜を悪の組織として描くわけにはいかず、中盤以降の予定がすっかり狂ってしまったと小池は述懐している。結果、以後百八竜は「悪い組織を退治する謎の組織」(大西祥平『小池一夫伝説』p.163より引用)となったが、この路線変更が本作のさらなるヒットに結びついたとも考えられる。
漫画の他にも、東映アニメーションによってアニメ化され、1988年から1994年にかけて6本のOVAが発売された。DVD版もリリースされた。また香港で2度、実写映画化されたほか（1990年の『紅場飛龍』、同じく1990年の『浪漫殺手自由人』）、1995年には日米合作によりクリストフ・ガンズ監督、マーク・ダカスコス主演で映画化されている。
小池書院が編集・発行している漫画雑誌『ガッツポン』に原作・小市ケン、作画・柳澤一明でスピンオフ作品『クライングフリーマンNEXT』が連載されたが、雑誌の発行停止に伴い、中断している。

## あらすじ
気鋭の陶芸家・火野村窯(ひのむら よう)は自らの個展会場であるフィルムを手にする。そこには残忍なチャイニーズ・マフィアである「百八竜(ハンドレッド・エイト・ドラゴン)」の殺人場面が写されていた。フィルムを回収しようとする百八竜は、引渡しを拒んだ窯を拉致し、また窯に殺し屋としての天才的な素質を見いだしたため、窯を殺さず、強力な催眠を掛けて殺し屋に仕立て上げる。殺し屋としてのコードネーム「フリーマン」を与えられた窯は殺し屋としての訓練を受け、自由の象徴として竜の刺青を入れられる。窯は殺しが終わると同時に、己の宿命に涙を流すことから、「クライング・フリーマン」とも呼ばれるようになった。またこの頃より既にフリーマンは百八竜の未来を背負って立つ器のある者と見なされていた。
天涯孤独の画家・日野絵霧(ひの えむ)は、香港でフリーマン(窯)の殺人を目撃する。目撃者として殺されることを悟るが、同時に静かに涙を流したフリーマンに思いを募らせるようになる。絵霧は殺しにやって来たフリーマンに、殺す前に抱いて欲しいと願いをぶつける。彼女の願いを叶えたフリーマンは、彼女を愛したため彼女を殺せなくなった。しかしその頃、フリーマンに会長を暗殺された白真会組員たちが絵霧の家に侵入、フリーマンとの戦いになり、絵霧が巻き添えで重傷を負う。フリーマンは彼女を病院に運び、火野村の登窯で会おうと言い残す。回復した絵霧は新田と花田君江の襲撃を撃退。窯の全裸紅白ブリーフによる手旗信号で竜潜を呼び出し、窯と共に百八竜へ向かう。
頭目・百八竜とその妻・虎風鈴は、フリーマンに竜太陽(ロン・タイイァン)、絵霧に虎清蘭(フー・チンラン)という中国名を与え、結婚を許す。百八竜の後継者となる事を運命付けられたフリーマンだったが、日本人が頭領となることを快く思わない頭目の孫娘・白牙扇(ペーヤーサン)に命を狙われ、組織を巻き込む争いとなる。この事件を解決したフリーマンは絵霧に虎の入れ墨を施す。
さらにテロリストや誘拐組織など、国際的な犯罪組織が次々と百八竜とフリーマンの前に立ちふさがる。

## 人物

### 百八竜（ハンドレッド・エイト・ドラゴン）
チャイニーズ・マフィア。世界一の暗殺組織とされ、1970年代より台頭。全世界にアジトを抱えており、専用の原子力潜水艦すら所有している。長には竜の刺青、その妻には虎の刺青が入れられる。組織の掟として、頭領は親子での継承を禁じられており、子を作る事も禁じられ不妊手術が施される。
火野村 窯（ひのむら よう）
声 - 古川登志夫
中国名「竜太陽(ロン・タイイァン)」、コードネーム「フリーマン」。得意武器はナイフ。陶芸家であったが自身の展覧会に展示していた壺の中に、百八竜のリンチ写真が隠されているのを見つけてしまう。口封じのため百八竜に拉致されるが、その才能を見出され刺客として鍛えられた。自由の象徴として竜の刺青を入れられている。自ら様々な組織を打ち崩し、かつて敵であった女も愛人にしてしまう。絵霧を妻としたことで、過去を抹消することを決め火野村窯としての過去は消し去り、竜太陽として後人生を生きる。
虎風鈴に鍛えられた殺人術で最高級の刺客となるが、成り行きで百八竜の頭領に上り詰める。 常に冷静沈着で、殺し屋としても組織のリーダーとしても如才なく能力を発揮し、首領となっても最前線の刺客として立つ。最初に拉致され、催眠暗示を受けた影響で、立場は変われど「刺客としての仕事である殺人をひとつこなすごとに自由に近づく」と涙を流す癖があり、「クライングフリーマン」のコードネームを持つ。
日野 絵霧（ひの えむ）
声 - 片石千春
中国名「虎清蘭(フー・チンラン)」。フリーマンの妻で、眼鏡をかけた美女。天涯孤独の画家であり処女でもあったが、香港でフリーマンの暗殺を目撃したことを切っ掛けに想いを募らせ、日本での再会後、やはり童貞であったフリーマンと身体を重ねる。フリーマンと再会し虎の刺青を入れられ、フリーマンの妻となる。年齢29歳。夫であるフリーマンよりも戦略に長けた参謀役とも言える立場であったが、その後、日本刀の村正を操り肉弾戦もこなすようになる。フリーマンと夫婦になることと引き換えに、日本人・日野絵霧としての過去も消し去り、百八竜の虎清蘭となる。
百八竜（ハンドレッド・エイト・ドラゴン）
声 - 宮内幸平
百八竜の長。老人。竜の刺青が彫られていると思われるが作品中に刺青姿は見せなかった。組織の掟を破り虎風鈴との間に子を作るが、生まれた息子が殺人鬼と化してしまったことを苦にしていた。
虎 風鈴（フウ・フンリン）
声 - 津田延代
百八竜の妻で、年齢99歳の老婆。百八竜に代わり、実質的に組織を指揮している。高齢ながら最前線で敵対する殺し屋数人を瞬殺するほどの拳法の達人で、フリーマンに技を伝授する。体の前後に虎の刺青が彫られている。
黄 徳源（ホァン・デユァン）
声 - 中尾隆聖
フリーマンの部下。元はフリーマンの監視人兼案内人として付けられた男で、フリーマンの任務のサポートをしていた。共に修羅場を潜り抜ける仲となったが、キッチェの罠に落ち死亡。それは最後までフリーマンの身を案じる壮絶なものだった。花田竜二を殺害した後に警察に追われた際、全裸に黒塗り姿で闇に紛れ逃走するエピソードがあるが、体に刺青が彫られているかどうかは不明。白牙扇とはちょっかいを出し合う仲だった。
紫 炎珠（チャイ・ヤンジュ）
世界一と云われる女彫師。虎風鈴の指示でフリーマンに竜の刺青を施し、さらには精気を抜いてのち、仕上げとするため、自らフェラチオを施す。カモラに買収されフリーマンを殺そうとするが、フリーマンの天性の魅力により手を下すことが出来なかった。カモラの一味達は、裏切り者とみなした紫炎珠を捕らえ、レイプ制裁を行う。虎風鈴によって助けられるが、一味に負わされた深傷によって、フリーマンに支えられながら死亡する。
白 牙扇（ペー・ヤーサン）
声 - ダンプ松本
百八竜と虎風鈴夫妻の孫娘。フリーマンが百八竜を継いだことに不満を抱き牙を剥くが、敗れて軍門に下り、以後フリーマン夫妻を兄・姉と慕う。巨躯で肥満体型だが、さまざまな武器を使いこなすことができる。体には刺青が彫られていないが、目元に刺青が入っている。

### 敵組織
島崎 秋堂（しまさき しゅうどう）
声 - 八名信夫
日本の指定暴力団・白真会26,000人の長。組員に麻薬を扱うことを禁じている。百八竜への対策を講じようとする警視庁に招かれ、百八竜について講話した。警視庁を出た直後にフリーマンに射殺される。
花田 竜二（はなだ りゅうじ）
声 - 土師孝也
通称カミソリ竜二。白真会の2次団体である花田組組長。角刈りでサングラス。島崎秋堂の仇打ちのため、マスコミを通じフリーマンを挑発するが、組事務所に乗り込んだフリーマンと黄に殺害される。肩から胸に刺青が入っている。
新田（にった）
声 - 屋良有作
警視庁の刑事だが、白真会や熊我教にも通じている。フリーマン逮捕・百八竜壊滅のために策を巡らせる。
花田 君江（はなだ きみえ）
声 - 勝生真沙子
竜二の妻。熊我教の信者。背部に菩薩の刺青が入っている。竜二の葬式で新田を誘惑し愛人にしてしまう。さらに百八竜の乗っ取りを目論む熊我内耐の指示でフリーマンを誘うが、逆にフリーマンに魅せられ愛人となる。
ドン・カルレオーネ
声 - 銀河万丈
百八竜と争うイタリアの暗殺組織「カモラ」の首領。百八竜内部の人間を利用しフリーマンの殺害を謀る。
キッチェ
声 - 藤田淑子
ドン・カルレオーネの愛人で殺し屋。カルレオーネが殺害された後にカモラの巻き返しを図り香港へ乗り込む。
ジゴン
声 - 郷里大輔
アフリカを拠点とするテロ組織「アフリカの牙」の首領で、「アフリカの救世主(ゴッド)」を自称する。投げナイフを操る。
シケバロ
声 - 若本規夫
ジゴンの右腕のテロリストで、痩せ型・長身の大男。チャクラムを操る。
バグナグ
声 - 榊原良子→不明（第5話）
筋肉質型の女の殺し屋で、ジゴン、シケバロと共にアフリカの牙を司る。全裸のまま登場し、フリーマンの油断に付け入り重傷を負わせるが、反撃を受け、殺される所を寸止めされて和解する。フリーマンから「ダークアイ」の名を授かり、以後その愛人となる。
熊我 内耐（くまが ないじ）
声 - 永井一郎
熊我教教祖。日本支配を企て、その尖兵として百八竜の乗っ取りを目論む。集団催眠術を特技とする。フリーマンの精子を採取するべく、君江にフリーマンとの性交を強要する。
雄首 冬獄（おしゅ とうごく）
声 - 大友龍三郎
日本最強のプロレスラーであり、熊我教の信者。自分のプロレスを支えてくれた花田竜二に恩義を感じ、花田を殺したフリーマンを倒そうと執念を燃やす。しかしフリーマンと戦ううちにフリーマンの信条や哀しみをも理解するようになる。百八竜の本拠地に乗り込んでフリーマンと戦うが敗れ、愛する妻と息子をフリーマンに託し自ら命を絶つ。
ニーナ・ヘブン
声 - 高島雅羅
フリーマンの殺しを偶然目撃してベタ惚れする。アメリカの誘拐組織「キッドナッパーズ」の女ボスに君臨し、フリーマンを我が物にしようと百八竜の壊滅を目論む。蛇の刺青をしている。フリーマンを見ながら自慰をしてるところに手榴弾が転がり、快楽の絶頂の中で爆死した。
ラリー・バック
声 - 加藤精三
グリーンベレーの退役軍人で、キッドナッパーズのナンバー2。背に鬼子母神の刺青をしている。破壊工作のみならず東洋思想にも詳しい。
舘岡 眺湖（たておか ちょうこ）
声 - 塩沢兼人
殺し屋であり「闇の吟遊詩人」を名乗る。蝋燭の刺青をしている。下駄に刃物を仕込み攻撃に用いる。
ふく
殺し屋組織「街」を仕切る中年女性。暴力団連合からの依頼を受けて、故郷に現れたフリーマンを殺すべく、学校用務員として中学校に紛れ込む。

## 単行本

### 小学館 ビッグコミックス
- 第1集 1987年1月 ISBN 4-09-181221-X 第1話 Mr.窯 1-10 収録。
- 第2集 1987年2月 ISBN 4-09-181222-8 第1話 Mr.窯 11-17、第2話 落花流水 1-5 収録。
- 第3集 1987年5月 ISBN 4-09-181223-6 第3話 虎清蘭 1-7、第4話 風声鶴唳 1-4 収録。
- 第4集 1987年7月 ISBN 4-09-181224-4 第5話 比翼連理 1、第6話 竜虎分離（目次では「竜虎分理」） 1、第7話 戦輪 1-8 収録。
- 第5集 1987年10月 ISBN 4-09-181225-2 第8話 姉貴 1-7、第9話 雄首冬獄 1-5 収録。
- 第6集 1987年12月 ISBN 4-09-181226-0 第9話 雄首冬獄 6-14、第10話 虎穴に入らずンば虎児を得ず 1-3 収録。
- 第7集 1988年3月 ISBN 4-09-181227-9 第10話 虎穴に入らずンば虎児を得ず 4-6、第11話 吉祥果 1-9 収録。
- 第8集 1988年5月 ISBN 4-09-181228-7 第11話 吉祥果 10-15、第12話 自由なる旅へ 1-6 収録。
- 第9集 1988年7月 ISBN 4-09-181229-5 第13話 自由なる旅へ　無明流射 1-12 収録

## アニメ
1988 - 1994年にかけて東映VANIMEレーベルのOVAとして全6巻がリリース。
- Crying フリーマン
- Crying フリーマン2 風声鶴唳
- Crying フリーマン3 比翼連理
- Crying フリーマン4 雄首冬獄
- Crying フリーマン5 戦場の鬼子母神
- Crying フリーマン 完結篇 無明流射 - アニメのオリジナル脚本。ロシアンマフィアとの対決が描かれており、犯罪組織としての百八竜・そのトップであるフリーマンが善く表現されている[2]。

### スタッフ
- 原作 - 小池一夫、池上遼一
- 企画 - 吉田達（1）、高橋尚子（2 - 5、完結篇）
- コーディネーター - 蕪木登喜司（5）
- 監督 - 西尾大介（1）、西沢信孝（2）、松浦錠平（3）、山内重保（4、5、完結篇）
- 脚本 - 清水東（1）、小野竜之助（2 - 5、完結篇）、奥山耕平（完結篇）
- 製作担当 - 福本智雄（1）、小塚憲夫（2）、蕪木登喜司（3、4）、堀川和政（5）、高梨洋一（完結篇）
- 製作担当補 - 小塚憲夫（1）
- 製作担当補佐 - 風間厚徳（4）
- 作画監督 - 新井浩一（1、2）、うるし原智志（3、4）、山下高明（5、完結篇）、北野義宏（完結篇）
- 美術監督 - 中村光毅（1 - 5）、吉田昇（5）、徳重賢（完結篇）
- 撮影監督 - 白井久男（1）、玉川芳行（2）、高梨洋一（3）、奥井敦（4）、梶原裕美子（5）、相磯嘉雄（完結篇）
- 音楽 - 義野裕明
- 音楽プロデューサー - 矢作樹久麿（1）、細井虎雄（2 - 5、完結篇）
- 音響効果 - 福島音響（1）、今野康之（2 - 5、完結篇）
- 助監督 - 釘丸彰（1）、佐々木憲世（2）、森一敏（3）、小坂春女（3）、岡本晴久（4、5）、金子伸吾（完結篇）
- プロデューサー - 高橋尚子（1）、佐々木章（1 - 3）、栗山富郎、嶋津毅彦（5、完結篇）
- 製作協力 - 東映動画
- 製作 - アイエス（2、3）、東映ビデオ

### 主題歌
「戦士の休息」（2）
作詞・歌 - 髙橋真梨子 / 作曲 - 小山敏明 / 編曲 - 清水信之
「Close your eyes」（3）
作詞・作曲 - 青木美恵子 / 編曲 - 船山基紀 / 歌 - MIEKO
「TRUE LOVE」（4）
作詞 - 刀根万里子 / 作曲 - 山口美央子 / 編曲 - Greg Mathieson / 歌 - 刀根麻理子
「In Your Eyes」（5）
作詞・作曲 - 渡辺克巳、石川洋 / 編曲 - 武部聡志 / 歌 - KATSUMI
「GRAY OR BLUE?何も見えない」（完結篇）
作詞 - L.Z.Heywood、Koko田代 / 日本語詞 - 森健次、麻倉晶 / 作曲・編曲 - 岩崎工 / 歌 - 麻倉晶

## 実写映画 クライング・フリーマン
東映Vシネマのハリウッド映画版「東映Vアメリカ」として企画され、1996年11月23日に劇場公開。企画は日本側の主導だが、プロダクションはアメリカ側の主導であり、ハリウッドシステムによって撮影された。

### スタッフ
- 監督 - クリストフ・ガンズ
- 原作 - 小池一夫
- 脚本 - ロジャー・エイヴァリー（ノンクレジット）、クリストフ・ガンズ
- 撮影 - トーマス・バースティン
- 美術 - アレックス・マクドウェル
- 編集 - デヴィッド・ウー
- その他 - ロジャー・エイヴァリー（スペシャルサンクス）
- プロデューサー - ブライアン・ユズナ、サミュエル・ハディダ
- 製作総指揮 - 一瀬隆重
- 企画 - 黒澤満
- 製作 - 東映ビデオ、フジテレビジョン、東北新社、デイビス・フィルム
- 配給 - 東映

### キャスト
| 役名                            | 俳優                 | 日本語吹替                                                   |
| ------------------------------- | -------------------- | ------------------------------------------------------------ |
| クライング・フリーマン 火野村窯 | マーク・ダカスコス   | 原康義                                                       |
| エム・オハラ                    | ジュリー・コンドラ   | 佐々木優子                                                   |
| 花田竜二                        | 加藤雅也             | 加藤雅也                                                     |
| 花田君江                        | 島田陽子             | 島田陽子                                                     |
| コー                            | バイロン・マン       | 金尾哲夫                                                     |
| ニッタ刑事                      | チェッキー・カリョ   | 小林修                                                       |
| フォージ刑事                    | レイ・ドーン・チョン | 塩田朋子                                                     |
| 島崎秋堂                        | マコ                 | 銀河万丈                                                     |
| ヤクザ                          | ヒロ・カナガワ       | 宝亀克寿                                                     |
| その他                          |                      | 巴菁子 山野史人 定岡小百合 大川透 横尾博之 高瀬右光 小野未喜 |
|                                 |                      |                                                              |
| 演出                            |                      | 福永莞爾                                                     |
| 翻訳                            |                      | 木原たけし                                                   |
| 調整                            |                      | オムニバス・ジャパン                                         |
| 制作                            |                      | 東北新社                                                     |